# Пальміта
Пальміта (ісп. palmita) — м'який, солоний, свіжий білий фермерський сир з Венесуели.

## Походження
Сир пальміта походить зі штату Сулія на північному заході Венесуели, який є основним джерелом молочної продукції в країні. Більш м'який вид сиру з цього регіону відомий як пальмізулія.

## Виготовлення
Сир пальміта зазвичай виготовляється у великих круглих контейнерах діаметром 6 футів і висотою 4 фути. Кожна партія сиру пальміта може відрізнятися на смак в залежності від інгредієнтів, які повільно змішуються протягом 2-3 днів, поки сир не відстоїться. Потім контейнери ставлять ще на 10 днів до коагуляції. Для найкращого смаку необхідно, щоб сир досяг оптимального рівня солоності. Його фасують у пресовані дерев'яні ящики по 30 кілограмів і відправляють на реалізацію. Після того, як сир розфасований, він повинен бути проданий протягом двох-трьох днів у зв'язку з потінням (втратою рідини) сиру з ящиків.